# NGC 5808
NGC 5808 = NGC 5819 ist eine 13,5 mag helle Balkenspiralgalaxie vom Hubble-Typ SAB(rs)bc im Sternbild Kleiner Bär am Nordsternhimmel, die schätzungsweise 331 Millionen Lichtjahre von der Milchstraße entfernt ist.
Sie wurde am 16. März 1785 von Wilhelm Herschel mit einem 18,7-Zoll-Spiegelteleskop entdeckt, der sie dabei mit „vF, S, iR, between two pretty small stars, 6′ apart“ beschrieb. Herschels Positionsangabe war jedoch fehlerhaft, daher führte die Beobachtung von Heinrich Louis d’Arrest am 6. Oktober 1861 unter NGC 5819 zu einem zweiten Eintrag im Katalog.